# Holky na výletě
Holky na výletě (v anglickém originále The Layover) je americký eroticky-komediální film režiséra Williama H. Macyho z roku 2017. Hlavní role ve filmu ztvárnili Alexandra Daddario, Kate Uptonová, Matt Barr, Matt L. Jones, Rob Corddry, Kal Penn a Molly Shannon.

## Obsazení
| Alexandra Daddario | Kate              |
| Kate Uptonová      | Meg               |
| Matt Barr          | Ryan              |
| Matt L. Jones      | Craig             |
| Rob Corddry        | ředitel Stan Moss |
| Kal Penn           | Anuj              |
| Molly Shannon      | Nancy             |
| Jennifer Cheon     | Genevieve         |
| Eric Gibson        | Demarius          |
| Michael Benyaer    | Shahar            |